# Camarguais
Les Camarguais sont les habitants de la Camargue. 
Le camarguais désigne parfois aussi une variante dialectale de la langue d'oc (occitan-provençal), parlée en Camargue et dans le Pays d'Arles, incluse dans le bas-rhodanien (voir l'article consacré au provençal). 

## Ethnonymie
L'ethnonyme se compose du nom géographique Camargue suivi du suffixe -ais.

## La Camargue paysanne en 1828 selon M. de Rivière

### Cultivateurs
En 1826, d'après M. de Rivière, les cultivateurs sont laborieux, intelligents et adroits, mais susceptibles de vives et de promptes impressions, se rebutant aisément tour-à-tour d'une extrême sobriété ou d'une intempérance non moins grande, recherchant avec ardeur les jouissances sans redouter les travaux, les grandes fatigues, ni même les dangers auxquels ils sont exposés par le climat. Toujours selon cet auteur, les paysans d'Arles sont polis, obligeants et affectueux ; ceux du Languedoc ont peut-être plus de franchise mais sont également grossiers. Les uns et les autres, accoutumés à se réunir en chiourmes pour travailler à forfait, ont contracté l'habitude d'une vivacité singulière dans leurs travaux champêtres. C'est surtout lorsqu'ils creusent des canaux ou construisent des digues, que ces qualités se font remarquer. Aussi, nulle part on ne fait ces opérations à meilleur marché dans cette région, quoique nulle part le peuple ne gagne à ce genre de travaux de plus fortes journées en 1826.

### Fermiers
Les fermiers de Camargue forment une classe fort distinguée à cette époque, bien supérieure à ce qu'elle est ordinairement dans tout le reste de la France ; cette profession, ici comme en Angleterre, est considérée comme une des plus honorables au XIXe siècle : il faut en effet pour y réussir des capitaux considérables ou bien un grand crédit, qu'on n'obtient que par une capacité reconnue, un esprit d'ordre et de conduite assez rare et des connaissances en agriculture pratique éprouvées. En un mot, une considération personnelle qui suppose des qualités peu communes et pourtant indispensables pour mener à bien des administrations rurales d'une certaine importance. Ils ont en général très peu de connaissances théoriques à cette époque, mais leurs idées sur l'agriculture sont saines, leur pratique bien entendue et parfaitement en harmonie avec les circonstances dans lesquelles ils se trouvent.

### Propriétaires non résidents
Il a été remarqué que les Provençaux paraissent comprendre l'éducation des bêtes à laine bien mieux que les Languedociens, qui leur disputent l'exploitation de l'île, tandis que ceux-ci paraissent supérieurs à leurs rivaux pour la culture des terres ; mais chaque jour fait disparaître ces nuances au XIXe siècle et les bons procédés sur ces deux branches principales de l'agriculture sont employés également par les habiles des deux régions. En 1826 très peu de propriétaires habitent l'île et même la commune d'Arles, la plupart sont étrangers à son exploitation ; on ne peut les considérer que comme des rentiers dit M. Rivière, puisqu'ils ne s'occupent de leurs terres que pour retirer les fermages échus d'un agent, à qui chacun d'eux confie le soin de renouveler les baux, de surveiller les fermiers, de diriger les améliorations, les affaires contentieuses, etc. Les domaines sont rarement visités par ces agents eux-mêmes, avocats où notaires pour la plupart, car retenus à la ville par leur profession, ils abandonnent l'exploitation presque entièrement à la discrétion des fermiers qui sont assez judicieux en général pour ne pas faire de dégradations qui tourneraient à leur préjudice.
De cet abandon où les propriétaires laissent leurs terres, il en est résulté peu-à-peu que les fermiers, en entrant en ferme, sont obligés d'apporter tous les attirails d'agriculture, tout le cheptel, toutes les semences ; de payer jusqu'aux cabanes de roseaux sous lesquelles ils abritent leurs brebis dans les jours rigoureux de l'hiver et sur quelques domaines celles où ils sont logés eux-mêmes. On sent combien, à de pareilles conditions, il est difficile de se procurer des fermiers à cette époque. D'autre part, si un agriculteur laborieux et intelligent mais peu fortuné veut entreprendre une exploitation importante dans les années 1820, il est bientôt ruiné par les usuriers, qui exercent dans cette région leurs brigandages.

## Beauté des femmes d'Arles selon Abel Hugo (1835)
Selon Abel Hugo, les femmes d'Arles ont une antique réputation de beauté qu'elles doivent aux charmes piquants dont un écrivain provençal a tracé ce tableau : « De grands yeux noirs, des sourcils bien arqués, des joues rondes et fraîches comme des pommes d'api, le plus joli sourire du monde et une prodigieuse mobilité du visage. Une taille fine, une démarche élégante et un petit pied. Joignez à cela un jargon d'une naïveté, d'une douceur infinie, des expressions caressantes, un accent séducteur, l'usage des diminutifs les plus mignards et jugez si c'est à tort que Vénus était anciennement la patronne des femmes d'Arles. ».

## Costumes des paysans et artisans

Exemples
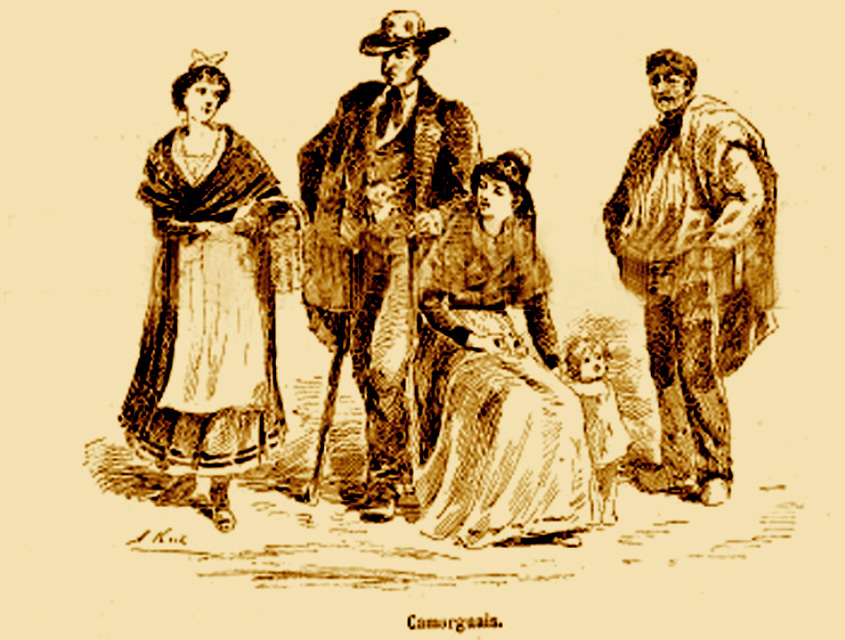
Costumes camarguais du XIXe siècle.
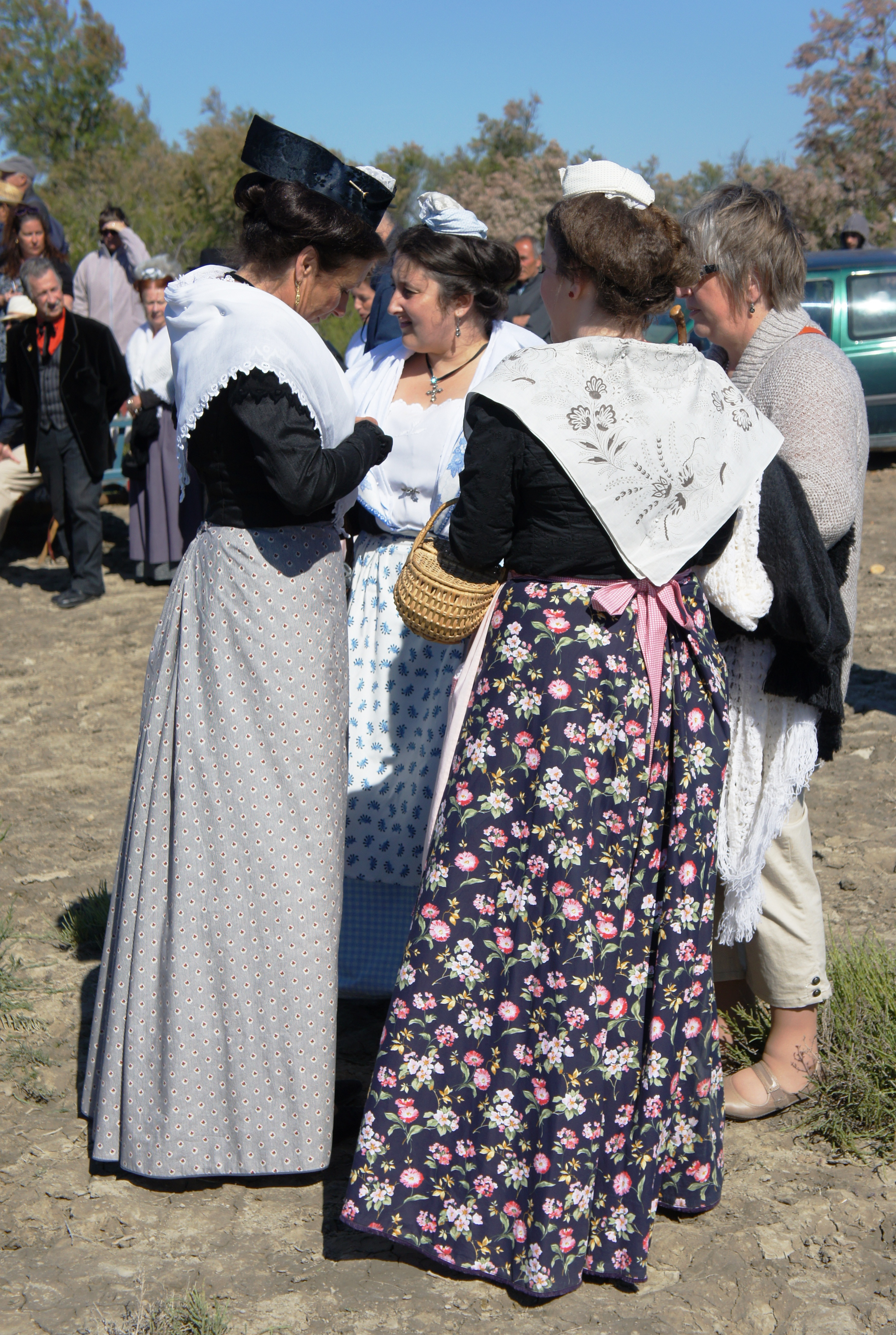
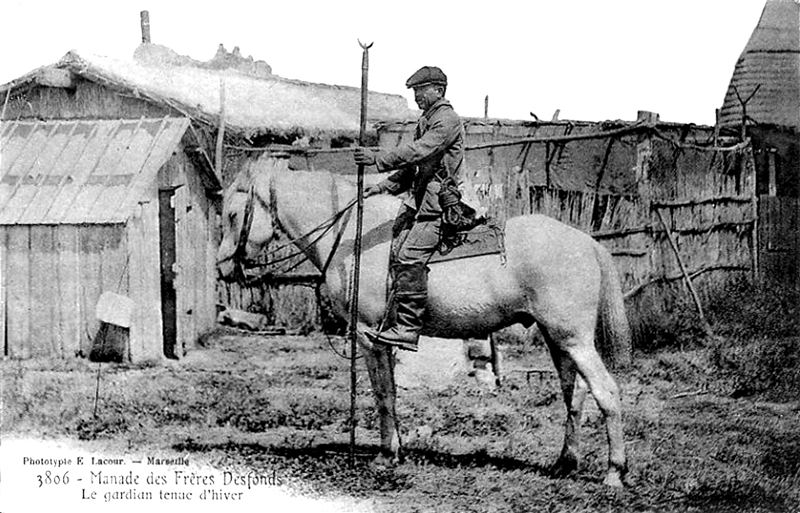
Tenue de gardian du début du XXe siècle.
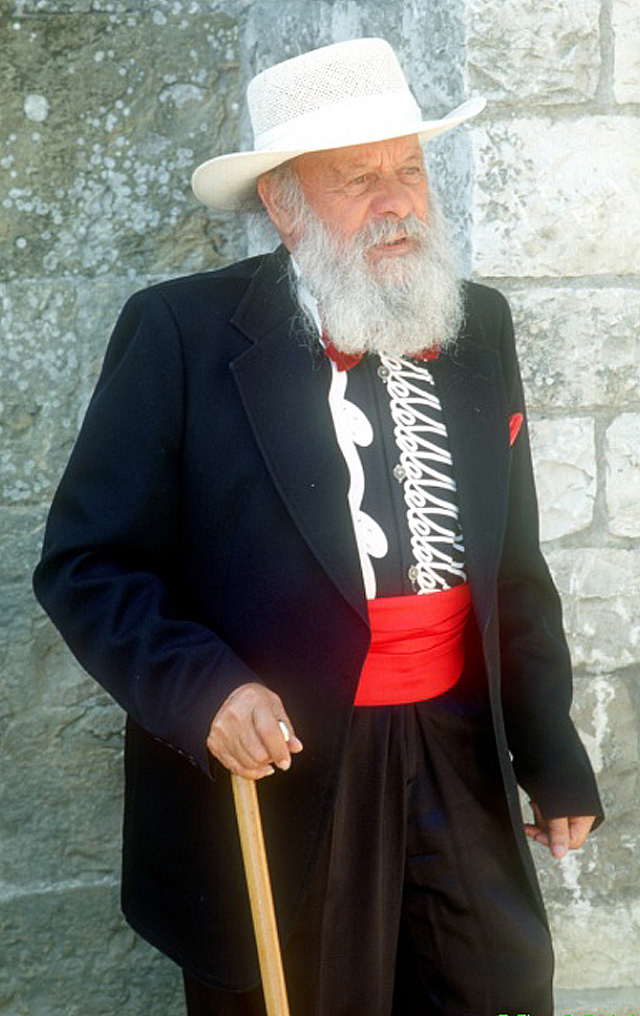
Vieux Saintois en costume local.

Les costumes portés traditionnellement par les paysans et artisans sont généralement à l'origine des costumes citadins et bourgeois. Ainsi, le paysan provençal du XVIIIe siècle portait une culotte « à la française » avec des bas ou des guêtres de peau, un gilet et une jaquette à deux basques. Notons la taillolle (taiolo), ceinture de laine, généralement rouge, portée à la taille. Jusque dans les années 1920, il n'y avait aucun costume particulier réservé aux gardians. C'est le marquis Folco de Baroncelli-Javon, fondateur de la Nacioun gardiano, qui fixe le standard actuel[précision nécessaire] avec la veste de velours et le pantalon en peau de taupe. La tradition veut que pour la veste, il ait repris le modèle que portait son ami Yvan Pranishnikoff lorsqu'il était cadet au collège impérial russe.

## Costume des Arlésiennes
Le costume des arlésiennes était porté quotidiennement par un certain nombre de femmes jusque dans les années 1950. Il se distingue par une coiffe spéciale qui nécessite le port de cheveux longs. En fonction des jours de la semaine et des tâches à accomplir, cette coiffure était retenue sur le sommet de la tête par un ruban, une cravate ou un nœud de dentelles. Parmi les pièces qui composent actuellement l'habillement, il y a la chapelle (plastron de dentelle en forme de trapèze), apparue en 1860, et qui couvre la poitrine, le grand châle de forme carrée, qui moule le buste, la robe longue en satin de différentes couleurs et toujours pincée à la taille, les dorures (bijoux, agrafes, boucles ou crochets) qui sont transmises de génération en génération dont les boucles d'oreilles (pendants ou brandanto) réservées aux femmes mariées.
Concernant les femmes d'Arles, Laurent Pierre Bérenger a fait le descriptif suivant : « un jupon simple et court tombe à moitié sur des jambes chaussées de bas propres et de souliers sans talons, ornés de larges et grandes boucles, qui font paraître les pieds plus petits. Une robe nommée drolet, blanche ou noire, relève l'éclat des carnations, laisse leurs bras presque à nu et caresse leur taille qu'elle dessine avec un coquet avantage. Ce drolet rappelle les stoles flottantes des Lacédémoniennes et des prêtresses qui desservaient les temples des anciens païens ». 

## Démographie
Soumise à la mer Méditerranée et au Rhône, la Camargue n'a jamais connu d'importantes densités de population. Les plus importantes se sont établies à la périphérie du territoire : Arles dès l'Antiquité, Saint-Gilles et Aigues-Mortes au Moyen Âge. Dans la première moitié du XIXe siècle, la population de la Camargue est alimentée par les villes d'Arles, de Saint-Gilles, de Fourques, etc., elle ne s'élève pas ordinairement à plus de 2 325 âmes en 1826.
| Aigues-Mortes                                                     | 4 203  | 4 197  | 4 531  | 4 472  | 4 999   | 6 019   | 7 115   |         | 7 891   |         |
| Arles                                                             | 41 932 | 45 774 | 50 059 | 50 500 | 52 058  | 50 426  | 51 970  | 52 197  | 52 729  | 52 979  |
| Fourques                                                          | 1 489  | 1 492  | 1 614  | 2 047  | 2 251   | 2 544   | 2 742   | 2 880   | 2 888   | 2 897   |
| Le Grau-du-Roi                                                    | 2 363  | 3 354  | 3 963  | 4 152  | 5 253   | 5 875   | 7 892   | 8 173   | 8 110   |         |
| Port-Saint-Louis-du-Rhône                                         | 6 278  | 8 285  | 10 393 | 10 378 | 8 624   | 8 123   | 8 483   | 8 530   | 8 535   |         |
| Saint-Gilles                                                      | 6 721  | 8 472  | 8 679  | 9 887  | 11 304  | 11 626  | 13 234  |         | 13 507  | 13 735  |
| Saint-Laurent-d'Aigouze                                           | 1 862  | 1 862  | 1 728  | 1 730  | 2 323   | 2 738   | 3 152   |         | 3 224   | 3 246   |
| Saintes-Maries-de-la-Mer                                          | 2 179  | 2 244  | 2 120  | 2 045  | 2 232   | 2 479   | 2 341   | 2 317   | 2 394   | 2 309   |
| Vauvert                                                           | 5 031  | 6 345  | 7 472  | 9 103  | 10 296  | 10 261  | 10 853  |         | 11 247  | 11 030  |
| Total                                                             | 73 425 | 83 531 | 92 170 | 96 222 | 101 441 | 102 420 | 110 369 | 111 046 | 113 252 | 113 459 |
| Nombre retenu à partir de 1962 : Population sans doubles comptes. |        |        |        |        |         |         |         |         |         |         |

## Immigrants
Parmi les habitants de Camargue, on compte de grands propriétaires terriens issus de Paris, Lyon, Marseille, Sète et Arles, ainsi que de nombreuses communautés venues travailler dans le delta du Rhône. Les salins embauchent dès le XIXe siècle des ouvriers grecs, italiens, arméniens alors que des Espagnols et Maghrébins travaillent dans l'agriculture.
À partir de la Seconde Guerre mondiale, la France a fait venir de force en métropole des Indochinois grâce à qui, en Camargue, on développe la riziculture. Une communauté gitane originaire de Catalogne est également implantée à Arles ainsi que des familles harkies.

## Personnalités
Joseph d'Arbaud (1874 - 1950), poète camarguais d'expression provençale, capitaine des gardians et majoral du Félibrige, a écrit (et traduit lui-même en français) — entre autres — l'un des romans les plus emblématiques de la Camargue : La Bèstio dóu Vacarès (« La Bête du Vaccarès »), publié en 1926.
D'autres figures d'« écrivain-manadier », comme Joseph d'Arbaud, ont marqué l'histoire de la Camargue : par exemple Folco de Baroncelli (1869-1943, considéré comme l'« inventeur » de la Camargue),  Bernard de Montaut-Manse (avocat, poète et manadier, 1893-1958), Henri Aubanel (1911-1998, petit-neveu de Théodore Aubanel). Tous ont puisé au contact de la nature sauvage si particulière de la Camargue, et dans leur vie de gardian, la matière de leur œuvre et l'inspiration de leurs écritures variées (poésie, romans, essais).   
L'écrivain provençal d'expression française Yvan Audouard (1914 - 2004) Arlésien et Fontvieillois de cœur, a publié de nombreux romans "camarguais" dont plusieurs sont réunis dans son recueil Ma Provence : romans et contes, sous le titre générique de « cycle camarguais ». Mais la Camargue est mise en scène dans bien d'autres de ses romans, contes et écrits documentaires.